# Florian Munteanu
Florian Munteanu (Würzburg, 1990. október 13. –), más néven Big Nasty, német-román színész és modell, korábbi nehézsúlyú ökölvívó. 
Leginkább Viktor Drago szerepéről ismert a 2018-as Creed II. című amerikai sportdrámából, amely az 1985-ös Rocky IV. közvetlen folytatása volt. A 2021-es Marvel-moziuniverzum Shang-Chi és a tíz gyűrű legendája című szuperhősfilmjében ő játszotta Pengekezet. 2023-ban ismét Drago szerepében tűnt fel a Creed III.-ban.

## Élete és pályafutása
Németországban született román emigránsok gyermekeként, akik 1985-ben menekültek el a kommunista rendszer elől. Édesanyja ügyvéd, édesapja pedig bőrgyógyász és egykori bokszoló. Munteanu Bogenben nőtt fel, majd Münchenbe költözött, hogy a Hochschule Mittweida Műszaki Főiskolán tanuljon.
Németországban "Big Nasty" néven bokszolt.
Munteanu első filmszerepét a 2016-ban Münchenben forgatott Bogat című német-román filmben kapta. 2018-ban jött el az áttörés a színészi karrierjében, amikor Sylvester Stallone európai nehézsúlyú bokszolót keresett Viktor Drago, Ivan Drago fiának szerepére a Creed II. című sportdráma folytatásában. Stallone az interneten található edzésvideókon keresztül talált rá Munteanura, és személyesen javasolta őt a szerepre. Akkoriban Munteanu 193 cm magas volt és kb. 111 kg-ot nyomott, de a szerep kedvéért le kellett adnia kb. 9,1 kg-ot.
Munteanu Münchenben és a kaliforniai Los Angelesben él. A Domino's Pizza és a romániai SuperKombat harci szervezet márkanagykövete. A Muscle & Fitness (2018. október) és a Men's Health (2018. december) címlapján szerepelt.

## Filmográfia
| Év   | Magyar cím                         | Eredeti cím                               | Szerep       | Magyar hang    |
| ---- | ---------------------------------- | ----------------------------------------- | ------------ | -------------- |
| 2016 |                                    | Bogat (rövidfilm)                         | Razvan       |                |
| 2018 | Creed II.                          | Creed II                                  | Viktor Drago | Varga Rókus    |
| 2021 | Shang-Chi és a tíz gyűrű legendája | Shang-Chi and the Legend of the Ten Rings | Pengekéz     | Varga Rókus    |
| 202  | A bérkatona                        | The Contractor                            | Kaufman      | nem szólal meg |
| 2023 | Creed III.                         | Creed III                                 | Viktor Drago | Varga Rókus    |
| 2024 | Borderlands                        | Borderlands                               | Krieg        | Olt Tamás      |

## Fordítás
- Ez a szócikk részben vagy egészben  a   Florian Munteanu című angol Wikipédia-szócikk fordításán alapul.  Az eredeti cikk szerkesztőit annak laptörténete sorolja fel. Ez a jelzés csupán a megfogalmazás eredetét és a szerzői jogokat jelzi, nem szolgál a cikkben szereplő információk forrásmegjelöléseként.